# Manuel Espinosa
Manuel Espinosa (Buenos Aires, 1912 - Buenos Aires, 2006) fue un pintor argentino, uno de los precursores de la pintura geométrica en aquel país.

## Biografía
Egresó de la Escuela Nacional de Artes y completó estudios en la Escuela Superior de Bellas Artes de la Nación Ernesto de la Cárcova. Fue miembro fundador de la asociación de Arte Concreto-Invención que apareció en Buenos Aires en 1943.
Promediada la 2.ª. Guerra Mundial el grupo se propuso una ruptura como alternativa. Esta se entroncaba con las búsquedas de un nuevo lenguaje visual en correspondencia con las exigencias de una nueva sociedad tecnológica, industrial. El grupo sustentaba objetivos comunes, el arte debía ser no figurativo, la pintura plana y las ilusiones y apariencias desterradas, apartándose de la pintura tradicional, buscan que esta valiese por sí misma.
En 1951 viaja a Europa y conoce en París a Vantongerloo y en Ámsterdam a Vordemberge-Gildewarth, quienes lo orientaron en las búsquedas que estaba realizando.
Al disolverse el grupo, Espinosa abandona los objetivos comunes pero sigue fiel al espíritu de no figuración y elabora una pintura construida a partir de elementos geométricos, caracterizada por un riguroso sistema de ordenamiento y por la perfección de sus registros.
Claridad, mesura, son atributos de su pintura, que con elementos mínimos dispuestos seriadamente, produce sutiles efectos de espacio y de color y una tensión dinámica que crea la impresión de profundidad. Se vale de transparencias, yuxtaposiciones, superposiciones que generan un efecto óptico de incuestionable interés.
Es uno de los pintores que más se deleitan con el juego suscitado por la razón y la sensibilidad, consecuencia de su particular relación con la música y la literatura.

Creo que toda la obra del hombre se mueve por amor. Si pudiera llegar a enunciar en pintura lo que Erik Satie expresó en sus Trois Gymnopédies y Gnossiennes, me consideraría feliz.
Manuel Espinosa

## Exposiciones
Es Miembro fundador del Grupo Arte Concreto-Invención. Desde 1939 realizó numerosas muestras individuales y colectivas, entre ellas:
- 1946: Primera exposición de la Asociación Arte Concreto-Invención. Buenos Aires, Salón Peuser
- 1947: Manuel O. Espinosa- Tomás Maldonado. Buenos Aires, Sociedad Argentina de Artistas Plásticos; Arte Nuevo. Buenos Aires
- 1962: Forma y espacio. Museo de Arte Contemporáneo, Santiago de Chile, Chile.
- 1963: Ocho artistas constructivos, Museo Nacional de Bellas Artes; Del Arte Concreto a la nueva tendencia, Museo de Arte Moderno.
- 1965: Tredici pittori ospiti di Roma. Roma, Librería Feltrinelli; Primera muestra de artistas residentes en Italia. Roma, Casa Argentina, Embajada Argentina.
- 1966: Grupo G 13. Buenos Aires, Roland Lambert Gallery; Once pintores constructivos. Buenos Aires, Forum Galería de Arte; Primer Salón Air France. Buenos Aires, Galería Lascaux.
- 1967: Más allá de la Geometría, Instituto Di Tella; Salon Comparaisons 67, Musee d'Art Moderne de la Ville de Paris, Paris.
- 1968: Materiales, nuevas técnicas, nuevas expresiones, Museo Nacional de Bellas Artes; Premio Fundación Lorenzutti, Sala Nacional de Exposiciones.
- 1969: Tercer Panorama de la Pintura Argentina, Sala Nacional de Exposiciones, Buenos Aires.
- 1970: Club Constructivo, Galería Ales, Praga, República Checa; Veinticuatro artistas argentinos, Museo Nacional de Bellas Artes, Buenos Aires, Argentina. Biennale Intertationale de Capmes- Sur- Mer, Francia.
- 1971: LX Salón Nacional de Artes Plásticas, Museo de Arte Decorativo, Buenos Aires.
- 1972: Museo de la Solidaridad. Instituto de Arte Latinoamericano, Santiago de Chile.
- 1973: Projection et dynamisme. Six peintres argentins, Musee d'Art Moderne de la ville de Paris, Paris, Francia;
- 1974: Actualles Tendances de l’ art argentin. Ville Arson, Centre Artistique de Rencontres Internacionales, Nice, Francia.; Manuel Espinosa, Caracas, Centro Venezolano Argentino de Cooperación Cultural y Científico-Tecnológica, Venezuela; Galería Contemporánea, Montevideo, Uruguay.
- 1975: Arte Argentino Contemporáneo, Museo de Arte Moderno, México DF.
- 1976: Dos tendencias: Geometría- Surrealismo, Museo Nacional de Bellas Artes, Buenos Aires, Argentina.
- 1977: Arte actual de Iberoamérica, Centro Cultural de la Villa de Madrid, Madrid, España;
- 1977-8: Panorama atual de jovem pintura argentina, Museu de Arte Brasileira da Fundacao Armando Alvares Penteado, San Pablo, Brasil.
- 1977-9: Recent Latin American Darwings, Lines of Vision, Nueva York, USA.
- 1978: The Argentinean Exposition, The Armas Gallery, Miami.
- 1980: Arte argentino contemporáneo. The 13th Internacional Art Exhibition. Museo Metropolitano, Tokio, Japon; Otawa, National Arts Centre, Robson Square Media Centre, Vancouver, Canada.
- 1987-88: Arte Argentina Della independenza ad oggi 1810 – 1987, Roma, Génova, Italia.
- 1987: Roma, Italia.
- 1988-9: Siete maestros argentinos. Mittelrhein Museum, Schaumburg, Alemania Federal; Museum Moderner Kunst, Viena, Austria; Komberley Gallery, Washington D.C, Estados Unidos.
- 1994: Art from Argentina 1920-1994. Museum of Modern Art, Oxford, Gran Bretaña.
- 2001: Premio Rosario 2001. Rosario, Museo Municipal de Bellas Artes Juan B. Castagnino; Abstract Art from Río de la Plata. Buenos Aires and Montevideo 1033-1953. The Americas Society, Nueva York, USA.
- 2002: Arte Argentino del siglo XX, Lima, Perú; Surface and Subtext, The Jack Barton Museum of Art, Austin, EE. UU..
- 2002-2003: Arte Abstracto Argentino, Galeria d’ Arte Moderna e Contemporanea di Bergamo, Italia.
- 2003: Geometrías. Abstracción geométrica latinoamericana en la Colección Cisneros, Museo de Arte latinoamericano Buenos Aires.
- 2003: Antología sobre papel. Museo de Arte Moderno, Buenos Aires, Argentina.

## Colecciones
- Museo Nacional de Bellas Artes, Buenos Aires, Argentina.
- Museo de Arte Moderno, Buenos Aires, Argentina.
- Museo Municipal Eduardo Sìvori, Buenos Aires, Argentina.
- Museo de Bellas Artes de la Provincia de Buenos Aires, La Plata, Argentina.
- MACLA Museo de Arte Contemporáneo Latinoamericano, La Plata, Argentina
- Museo Municipal de Bellas Artes de Rosario Juan B. Castagnino, Rosario, Argentina.
- Museo Nacional de Bellas Artes de Neuquén, Neuquén, Argentina.
- Museo Municipal de Arte de Mar del Plata, Argentina.
- Museo de Arte Contemporáneo, Colección Helft, Buenos Aires, Argentina.
- Espacio Windows South, California, Estados Unidos.
- Museo de Arte de Rhode Island, Providence, Estados Unidos.
- Casa de la Cultura Ecuatoriana, Quito, Ecuador.
- Museo de Bellas Artes, Damasco, Siria.
- Museo de la Solidaridad, Santiago de Chile, Chile.
- Jack S. Blanton Museum of Art, University of Texas at Austin, Estados Unidos.
- Museo de Arte Contemporáneo, Caracas, Venezuela.
- Colección Cisneros, Caracas, Venezuela.
- Colección Carlos P. & Nelly Blaquier, Buenos Aires, Argentina.

## Premios
- Premio Air France – Primer Salón Air France de Pintura, 1966.
- Primer Premio – Categoría D y Mención Especial - Categorías A y B – Primer Salón Hisisa de Arte Aplicado a la Industria Textil, 1967.
- Premio Adquisición – Salón de Arte Mar del Plata, 1967.
- Premio Mención Sección Pintura – LVI Salón Nacional de Artes Plásticas, 1967
- Medalla – Premios Automóvil Club Argentino, 1969.
- Premio Rotary Club, XVIII Salón Nacional de Còrdoba, 1970.
- Gran Premio Adquisición – Salón Municipal de Artes Plàsticas “Manuel Belgrano”, 1971.
- Tercer Premio – LX Salón Nacional de Artes Plásticas, 1971
- Diploma al Mèrito, Premio Konex Artes Visuales – 1982.
- Trayectoria artística – Fondo Nacional de las Artes, 1993
- Estampas de Artistas – Sellos Postales de Fundaciòn Andreani y Fundación ArteBA, 2001.
- Premio Castagnino – Museo Municipal de Bellas Artes Juan B. Castagnino, Rosario, 2001.